# L'Empire de la peur
L'Empire de la peur (titre original : Fortune of Fear) est un roman de science-fiction écrit par L. Ron Hubbard.
Il s'agit du cinquième tome du cycle de science-fiction intitulé Mission Terre, qui comprend les parties 36 à 42 de la suite romanesque, sur 92 parties au total.

## Publications
Le roman a été publié aux États-Unis en octobre 1986.
Il a été publié en France en 1989 aux éditions Presses de la Cité en grand format, puis en 1992 aux éditions Presses Pocket en format livre de poche.

## Thème de la série
Sur la planète Voltar, le chef des services secrets, le sinistre et mégalomane Lombar Hisst, a décidé d'envoyer sur la planète Blito P-3 (la Terre) un agent secret sans états d'âmes, Soltan Gris, chargé de le ravitailler en drogue, qu'il revend secrètement sur Voltar. Il charge aussi Soltan Gris de neutraliser Jettero Heller, un ingénieur de combat de la Flotte envoyé sur la Terre pour aider les humains à cesser de dégrader leur planète en la polluant et en la surexploitant. En effet, pour garantir l'approvisionnement régulier en drogue, il ne faut surtout pas que le gouvernement voltarien apprenne que les humains détruisent si rapidement leur planète qu'une intervention militaire s'avère nécessaire.
Arrivé sur Terre, Soltan Gris, être cupide et sans scrupules, va complètement et involontairement rater sa mission…
Les romans de la série ne sont pas dénués d'un certain humour sarcastique, lié en particulier au fait que le « méchant », Soltan Gris, qui est le narrateur du récit :
- d'une part ne s'aperçoit pas de l'idiotie ou de la non pertinence de ses propos, en commentant de manière totalement erronée le comportement de ses ennemis ou le sien,
- d'autre part est persuadé d'avoir un comportement professionnel excellent alors que le lecteur s'aperçoit que ses projets sont voués à l'échec.

## Personnages

### Personnages récurrents de la série
- Soltan Gris, officier de l’Appareil de Coordination de l'Information (le « méchant »)
- Lombar Hisst, directeur général de l'Appareil de Coordination de l'Information (le « méchant-en-chef »)
- Jettero Heller, ingénieur de combat de la Flotte spatiale (le « gentil »), compagnon de la Comtesse Krak
- Comtesse Krak, enseignante et dresseuse, compagne de Jettero Heller

## Résumé du roman
La comtesse Krak, à bord du Remorqueur 1, arrive sur la base turque de l'Appareil.
Soltan Gris, afin de contrôler la comtesse Krak, ordonne au Dr Prahd Bittlestiffender de lui implanter dans le crâne les mêmes puces électroniques que celles implantées à Jettero Heller dans le tome 1. Le sinistre Dr Crobe, arrivé sur le même vol spatial que la comtesse, subit le même sort.
Par la suite, la comtesse prend l'avion pour rejoindre Heller aux États-Unis, non sans s'être fait remettre par Gris, dans un moment d'égarement, la carte de crédit Squeeze qui lui avait donné tant d'inquiétudes dans le tome précédent. Krak retrouve Heller, et les deux amants revivent leur relation sentimentale torride.
Un événement soudain vient perturber les conditions de travail de Soltan Gris en Turquie : il apprend que des femmes ont été violées par son chauffeur et que leurs maris souhaitent, en représailles, le tuer lui, Soltan. Il se sent obligé de quitter précipitamment la Turquie. Lors de sa fuite, il lance plusieurs bombes et tue plusieurs personnes, « afin de ne laisser aucune trace ». Arrivé sur le sol américain, de là, pense-t-il, il pourra mieux surveiller Heller et Krak.
Pour récupérer l'argent que Miss Pinch a détourné, Gris la suit jusque chez elle. Là, il la prend en otage ainsi que sa compagne lesbienne, Candy Réglisse. Puis Gris viole sauvagement les deux femmes, qui découvrent à cette occasion qu'elles aiment être prises par un homme. Elles proposent à Gris de l'héberger afin qu'il ait des relations intimes avec elles tous les soirs. Ce dernier accepte.
La comtesse Krak apprend que Miss Simmons met des bâtons dans les roues de la carrière de Jettero Heller. Elle se rend chez elle et, grâce à un hypnocasque, la reconditionne de manière que Miss Simmons rejette sa personnalité de femme acariâtre et méchante, et qu'elle adore désormais Jettero. Gris, qui voit et entend ce que fait la comtesse, tente bien d'envoyer des policiers au domicile de son alliée Miss Simmons, mais Krak parvient non seulement à mener à bien son hypnose sur Miss Simmons, mais aussi à se débarrasser des policiers.
Soltan Gris se promet alors de tout mettre en œuvre pour se débarrasser définitivement de la comtesse Krak.

## Prologues

### Extrait de la «Mise en garde du censeur voltarien»
Le roman est précédé par une « Mise en garde du Censeur voltarien », dénommé Lord Invay.

### Extrait de la «préface du traducteur voltarien»
Le roman comprend une « préface du traducteur voltarien », qui est un robot prénommé 54-Charli neuf. Le robot-traducteur explique notamment quelles furent les difficultés de sa tâche.

## Quelques citations

### Les dernières phrases des parties 36 à 42
- « Le destin était loin d'être encore à court de munitions. D'autres ennuis m'attendaient. »  (dernières phrases de la partie 36)
- « Ils allaient souffrir plus encore que j’avais moi-même souffert ! Heller et la comtesse Krak y compris ! »  (dernières phrases de la partie 37)
- « Izzy ! hurla Heller. Au secours ! »  (dernières phrases de la partie 38)
- « Une fois de plus, le Destin n'avait fait que jouer avec moi. Et avec la planète. »  (dernières phrases de la partie 39)
- « Mais je n'étais pas encore totalement tiré d'affaire ! »  (dernière phrase de la partie 40)
- « Il fallait que j'aille trouver miss Simmons ! »  (dernière phrase de la partie 41)
- « Je plissai les yeux, gagné par une résolution de plus en plus ferme. Me débarrasser de la comtesse Krak ! »  (dernière phrase de la partie 42)

### Autres citations
- « La vérité ? Mais qu'est-ce que la vérité a à voir avec les Public Relations, Smith ? L'information, de nos jours, c'est du divertissement. Demandez donc à la NBC, à la CBS, à ABC, à tous les grands journaux. Ils vous le diront tous. Les informations constituent la plus grande source de divertissement du monde. Laissez-moi vous poser une question, Smith : comment comptez-vous distraire avec la vérité ? C'est absurde ! Non, vraiment, vous ne comprenez rien aux médias modernes. Rien du tout ! » (partie 41, chapitre 10, éd. Presses Pocket p. 260)